# Immeuble au 8, quai Turenne de Nantes
L'immeuble au no 8 du quai Turenne, bâti au XVIIIe siècle, est situé dans le quartier de l'île Feydeau à Nantes, en France. Il forme une cour commune avec l'immeuble au no 9 de la rue Kervégan. Il a été inscrit au titre des monuments historiques en 1984.

## Historique
Lors du lotissement de l'île Feydeau, acté le 17 décembre 1733, la parcelle située à l'actuel no 8 du quai Turenne correspond au lot no 2. Celui-ci est mis à prix pour 14 000 livres, et adjugé pour 14 600 livres au négociant Jacques Berrouette, avocat du roi de la Monnaie. Celui-ci est un des rares actionnaires d'origine à faire édifier un bâtiment sur la parcelle qu'il a acquise. Cette construction est entreprise en 1752, et en 1753 Berrouette y habite,. Formant un seul bâtiment avec la partie donnant sur la rue Kervégan, il en est séparé en 1933, la cour restant commune.
Le bâtiment est inscrit au titre des monuments historiques par arrêté du 5 décembre 1984.

## Architecture
L'immeuble est semblable à celui au 15, allée Duguay-Trouin : la façade présente six travées, séparées verticalement, par groupes de deux, par des bossages simulant une colonne. Les linteaux des ouvertures des deux travées centrales sont différents des autres. Huit ouvertures (celles du rez-de-chaussée et les deux centrales du premier étage) sont surmontées d'un mascaron ; les autres du premier étage et celles du deuxième le sont d'une agrafe.
Deux balcons filants en fer forgé ornent la façade, réunissant à chaque fois les travées centrales. Au premier étage, il dessert quatre ouvertures et repose sur des consoles. Au deuxième, il est filant sur deux fenêtres, et les consoles se retrouvent aux deux extrémités du balcon, le centre étant soutenu par une trompe.
Cette similitude avec le no 15 de l'allée Duguay-Trouin est rompue par la présence, au-dessus du troisième étage, d'une lucarne attique de deux travées, au lieu d'un quatrième étage surmonté d'un fronton triangulaire.